# السعيد بوطاجين
السعيد بوطاجين (6 يناير 1958 تاكسنة) هو كاتب وقاص وروائي وناقد ومترجم وأكاديمي جزائري من مواليد تاكسنة بولاية جيجل.

## سيرة
تحصل على ليسانس الآداب من جامعة الجزائر سنة 1981، ثم على ديبلوم الدراسات المعمقة من جامعة السوربون بفرنسا سنة 1982. بعد ذلك، حصل على شهادة الماجستير (نقد أدبي) من جامعة الجزائر سنة 1997 و شهادة الدكتوراه (المصطلح النقدي والترجمة) من نفس الجامعة سنة 2007.
السعيد بوطاجين عضو في اتحاد الكتاب الجزائريين، و عضو في اتحاد الكتاب العرب، كما أنّه عضو مؤسس لاتحاد المترجمين الجزائريين، وعضو مؤسس للملتقى الدولي عبد الحميد بن هدوقة.

## التهميش
في 2019 عانى السعيد من المرض وقد اجريت عليه خمسة عمليات جراحية دون يتماثل للشفاء.
تعرض السعيد بوطاجين للتهميش في جامعة مستغانم، خاصة بعد اقتطاع من راتبه وهو مريض مما دفعه إلى التقاعد “القسري” 

## عمله في الاعلام
للسعيد بوطاجين عدة تجارب اعلامية منها:
- رئيس تحرير مجلة الثقافة. وزارة الثقافة. 2000- 2002
- كاتب عمود (من رؤى عبد الوالو). مجلة الاختلاف
- كاتب عمود (تجليات مغفل) بجريدة الجزائر نيوز
- كاتب عمود (كتاب الضوء) بجريدة الجزائر نيوز
- كاتب مقالات متنوعة في جريدة الخبر، الشروق اليومي، الخبر الأسبوعي، صوت الأحرار، جريدة الشعب، السلام، جريدة المساء، العالم السياسي، إلخ.

## أعماله الأدبية

### مجموعات قصصية
- وفاة الرجل الميّت، منشورات دار الاختلاف. 2000
- ما حدث لي غدا، منشورات دار الاختلاف. 2002
- اللعنة عليكم جميعا، منشورات دار الاختلاف
- حذائي وجواربي و انتم، منشورات دار الاختلاف
- تاكسانة، بداية الزعتر، آخر الجنّة، دار الأمل للنشر والتوزيع. 2009
- جلالة عبد الجيب، منشورات دار الاختلاف. 2017
- للأسف الشديد، إدارة الدراسات والنشر بدائرة الثقافة في الشارقة. 2017
- نقطة، إلى الجحيم. الجزائر تقرأ 2018[4][5]

### روايات
- أعوذ بالله. دار الأمل (تيزي وزو) 2006 و دار الاختلاف 2016

### بعض الأعمال التي ترجمها
- الانطباع الأخير وهي ترجمة لكتاب مالك حداد La dernière impression. منشورات دار الاختلاف بالجزائر والدار العربية للعلوم ناشرون بلبنان. 2008
- عش يومك قبل ليلك و هي ترجمة لكتاب حميد قرين Cueille le jour avant la nuit. منشورات ألفا (الجزائر).
- قصص جزائرية وهي ترجمة لموسوعة Nouvelles algériennes لكريستيان عاشور. منشورات ألفا (الجزائر).
- Etres en Papier و هي ترجمة جماعية لكتاب كائنات من ورق لنجيب أنزار. اتحاد الكتاب الجزائريين. الجزائر 2006
- حي الجرف و هي ترجمة لكتاب La cité du précipice لصادق عيسات. منشورات ألفا (الجزائر)
- عام الكلاب و هي ترجمة لكتاب L'année des chiens لصادق عيسات. منشورات ألفا (الجزائر)
- نجمة تائهة و هي ترجمة لكتاب étoile errante للكاتب الفرنسي الحائز على جائزة نوبل جان ماري غوستاف لو كليزيو. منشورات دار الاختلاف. 2010
- أفلام حياتي و هي ترجمة لكتاب Les films de ma vie للكاتب فرانسوا تريفو. هيئة أبو ظبي للثقافة والتراث. 2011.
- أدين بكل شيء للنسيان و هي ترجمة لكتاب مليكة مقدم Je dois tout à ton oubli. منشورات دار الاختلاف والدار العربية للعلوم ناشرون. 2011
- رقان حبيبتي وهي ترجمة لكتاب فيكتور مالو سيلفا Reggane mon amour. منشورات عدن (فرنسا).
- نجمة و هي ترجمة لكتاب كاتب ياسين Nedjma. منشورات دار الاختلاف بالجزائر. 2013
- معركة سطيف، ترجمة لروايةLa bataille de Sétif لعبد القادر بن عراب
- فلسطين المخدوعة، ترجمة لمسرحيةPalestine trahie لكاتب ياسين
- ملك الغرب ، ترجمة لمسرحيةLe roi de l’ouest لكاتب ياسين
- شبح حديقة مونصو، ترجمة لمسرحيةle spectre du parc Manceau لكاتب ياسين

### ترجمة أعماله إلى لغات أخرى
ترجمت بعض أعمال السعيد بوطاجين إلى اللغة الفرنسية واللغة الإيطالية.

## أعماله الأكاديمية

### كتب
- الاشتغال العاملي، دراسة سيميائية لرواية غدا يوم جديد لعبد الحميد بن هدوقة. منشورات الاختلاف. 2000
- السرد ووهم المرجع: مقاربات في السرد الجزائري الحديث. منشورات الاختلاف. 2006
- الترجمة والمصطلح: دراسة في اشكالية المصطلح النقدي الجديد. منشورات الاختلاف. 2008[6]
- مرايا عاكسة في قلب الحراك - منشورات دار الوطن- 2019
- عين الكلمة مقالات صحفية في الوطن اليوم.

## الجوائز والتكريمات
- وسام الاستحقاق الثقافي الوطني. قسنطينة 1991
- البرنس الأدبي الجزائري. الجلفة. 2004
- وسام الفنان. الجزائر العاصمة. 2004
- الدرع الوطني للثقافة. البويرة. 2006
- الدرع الوطني للثقافة. باتنة. 2006
- تكريم مؤسسة ثقافة وفنون لمدينة الجزائر. الجزائر. 2008
- تكريم من جامعة خنشلة حول مجمل أعماله. خنشلة. 2009
- تكريم في ملتقى مالك حداد الوطني الرابع. قسنطينة. 2011
- تكريم في ملتقى أكادير الثالث للرواية (13-16 ديسمبر 2013). المغرب. 2013

## وصلات خارجية
- مشاركة للأديب السعيد بوطاجين في حصة «أقلام الصالون» على قناة الشروق TV في صالون الجزائر الدولي للكتاب سنة 2016